# Senná kopa
Senná kopa (polsky Sienna Kopa, německy Heuhaufen, maďarsky Szenáboglya) je homolovitý vrch ve Vysokých Tatrách na Slovensku.

## Polohopis
Kupovitá elevace s nadmořskou výškou 1848 m se nachází jihozápadně od vrcholu Slavkovského štítu, nad ústím Slavkovské doliny. Je to obrovská boční moréna bývalého, poměrně malého, asi 3 km dlouhého a 400–800 m širokého slavkovského ledovce. Živelní pohromy (především požáry kosodřeviny) narušily vegetaci a půdní kryt. Jejím jižním úbočím vede Tatranská magistrála spojující Hrebienok a Sliezsky dom ve Velické dolině. Je z ní zajímavý pohled na Gerlachovský štít.

## Přístup
Východiskem túr do Slavkovské doliny a na Sennou kopu je Hrebienok (lanovka ze Starého Smokovce), horský hotel Sliezsky dom nebo Starý Smokovec. Na vrch nevede turistická značená cesta.

## Název
Byla nazvaná podle homolovitého, kupce sena podobného tvaru.